# Braschi (familia)
La casa Braschi es una familia italiana que se estableció en Cesena en el siglo XII. Alcanzó gran notoriedad con la elección de uno de sus miembros, Giannangelo Braschi, como Papa de la Iglesia Católica (Pío VI).

## Historia
Los Braschi llegaron a la península italiana en el siglo XII, según la tradición provenientes de Suecia, en dónde el apellido era originalmente Brasck o Brascke. En un primer momento estuvieron en Alessandria, luego en Vicenza, Rímini y finalmente en Cesena.
En Cesena, Francesco di Pietro Braschi fue adscrito al consejo y a la orden patricia en 1607, desde entonces la familia participó en el gobierno de la ciudad. Su hijo Pietro le sucedió (1644) y a este le sucedieron sucesivamente Francesco (1690) y Marco Aurelio (1720).
Marco Aurelio Braschi se casó con la noble Anna Teresa Bandi, con quien tuvo ocho hijos: Maria Olimpia, Anna Maria Costanza, Maria Lucia Margherita e Giulia Francesca; Giovanni Angelo, Felice, Giuseppe e Cornelio.
Giovanni Angelo nació el 25 de diciembre de 1717 y fue elegido como papa en 1775.
Giulia Francesca se casó con el conde Girolamo Onesti y tuvo 2 hijos: Luigi Braschi Onesti y Romoaldo Braschi Onesti
Para impedir la desaparición de los Braschi, el Papa Pío VI llamó a sus sobrinos a Roma y les adoptó, es así que pasaron a ser Braschi-Onesti.

## Miembros
- Giovanni Angelo Braschi, papa Pío VI de la Iglesia Católica.
- Romoaldo Braschi Onesti, Cardenal, Camarlengo.
- Luigi Braschi Onesti, Duque de Nemi, Comandante de la Guardia Noble Pontificia, alcalde de Roma.
- Giovanni Battista Braschi, Arzobispo de Sarsina.

## Patrimonio

### Colección de arte
La colección de la familia incluía:
- La Inmaculada Concepción Esquilache de Bartolomé Esteban Murillo (actualmente en el Museo del Hermitage).
- Los desposorios místicos de santa Catalina de Beccafumi (actualmente en el Museo del Hermitage).
- Retrato ecuestre de Francisco de Moncada de Anton van Dyck (actualmente en el Museo Louvre).
- La virgen con el niño de Bernardino Fasolo (actualmente en el Museo Louvre).
- La virgen con el niño y San Juan Bautista de Giulio Romano (actualmente en el Museo Louvre).
- Cristo que conduce a los comerciantes del templo de Bartolomeo Manfredi (actualmente en el Museo de Bellas Artes de Libourne).
- La Virgen y el niño con Santa Ana y el infante San Juan Bautista hecha por un discípulo de Rafael Sanzio.
- Autorretrato de Andrea del Sarto (actualmente en el Castillo de Alnwick).
- Estatuas de Otón, Alejandro Severo, Antínoo, Cibeles, Asclepio, Faustina la mayor y Faustina la menor (actualmente en el Museo Louvre).
- Escultura de un niño y un ganso de Boethus (actualmente en el Museo Louvre).
- Estatua de Lucio Vero (actualmente en una colección privada).
- El Antínoo Braschi (actualmente en los Museos Vaticanos).
- La Venus Braschi, La Artemisa Braschi (actualmente en la Gliptoteca de Múnich).
- Boceto para una Chimenea de Francesco Antonio Franzoni (actualmente en el Museo J. Paul Getty).

### Propiedades
A la familia Braschi le han pertenecido históricos edificios en Italia, tales como:
- Palacio Braschi en Roma, actual sede del Museo de Roma.
- Palacio Braschi en Cesena.
- Palacio Braschi en Terracina.
- Feudo de Nemi.
- Castillo de Rocca Sinibalda.
- Casino de Campaña en Foro Apio, actual Foro Appio Mansio Hotel.
- Villa Torlonia en San Mauro Pascoli.
- La Torre Marancia en Roma.